# Wittenberg (Friedberg)
Wittenberg ist ein Stadtteil von Friedberg im schwäbischen Landkreis Aichach-Friedberg. 

## Lage
Die Einöde liegt etwa zwei Kilometer östlich von Friedberg. Sie gehörte bis zum 31. Dezember 1973 zur Gemeinde Paar und wurde mit dieser im Zuge der Gemeindegebietsreform am 1. Januar 1974 in die Stadt Friedberg eingegliedert.

## Baudenkmäler
Siehe auch: Liste der Baudenkmäler in Wittenberg
- Wegkreuz, Ende 19. Jahrhundert